# Diocese de Ji-Paraná
A Diocese de Ji-Paraná (Dioecesis Giparanensis), é uma circunscrição eclesiástica da Igreja Católica Apostólica Romana, criada no dia 19 de Fevereiro de 1983. Seu bispo é Dom Norbert Hans Christoph Foerster, S.V.D.

## História
A Prelazia de Rondônia foi criada no dia 3 de janeiro de 1978 pelo Papa Paulo VI. Foi desmembrada das Prelazias de Porto Velho e Guajará-Mirim. Foi elevada a Diocese no pontificado de João Paulo II no dia 19 de fevereiro de 1983, através da bula "Ab ipsa eclesiae historia" passando a ser chamada Diocese de Ji-Paraná.

## Bispos
Bispos locais:
| #                       | Nome                                    | Período      | Notas                            |
| ----------------------- | --------------------------------------- | ------------ | -------------------------------- |
| 4°                      | Norbert Hans Christoph Foerster, S.V.D. | 2020 - atual |                                  |
| 3°                      | Dom Bruno Pedron, S.D.B.                | 2007 - 2019  | Renunciou por idade              |
| 2º                      | Dom Antônio Possamai, S.D.B.            | 1983 - 2007  | Renunciou por idade              |
| 1º                      | Dom José Martins da Silva, S.D.B.       | 1978 - 1982  | Nomeado Arcebispo de Porto Velho |
| Administrador Diocesano |                                         |              |                                  |
|                         | Pe. José Celestino                      | 2019 - 2021  |                                  |